# Matjaž Žagar
Matjaž Žagar, slovenski smučarski skakalec, * 1963, Slovenija.
Žagar je svetovnem pokalu med sezonama 1982/83 in 1985/86 nastopil na trinajstih tekmah. Dvakrat se mu je uspelo uvrstiti med dobitnike točk, 24. februarja 1985 je osvojil deseto mesto v Harrachovu, 5. marca istega leta pa je bil še petnajsti v Oernskoeldsviku. Sezono 1984/85 je tako končal na 51. mestu v skupnem seštevku svetovnega pokala s sedmimi točkami.